# Smolnik (Lutowiska)
Smolnik (ukrainisch Смільник) ist eine Ortschaft mit einem Schulzenamt der Gemeinde Lutowiska im Powiat Bieszczadzki der Woiwodschaft Karpatenvorland in Polen.

## Geographie
Der Ort liegt am Bach Smolnik in den Bieszczady im sogenannten Bojkenland.

## Geschichte
Der Ort wurde etwa vor dem Jahre 1532 nach Walachischem Recht gegründet und wurde im Steuerregister des Sanoken Landes des Jahres 1589 erstmals urkundlich erwähnt. Die orthodoxe Kirche wurde kurz danach errichtet.
Bei der Ersten Teilung Polens kam Smolnik 1772 zum neuen Königreich Galizien und Lodomerien des habsburgischen Kaiserreichs (ab 1804).
Im Jahre 1900 hatte die Gemeinde Smolnik ad Lutowiska 60 Häuser mit 473 Einwohnern, davon 458 ruthenischsprachig, 15 polnischsprachig, 421 griechisch-katholische, 15 römisch-katholische, 37 Juden.
1918, nach dem Ende des Ersten Weltkriegs und dem Zusammenbruch der k.u.k. Monarchie, kam Smolnik zu Polen. Unterbrochen wurde dies nur durch die Besetzung Polens durch die Wehrmacht im Zweiten Weltkrieg, währenddessen es zuerst zur Sowjetunion und ab 1941 zum Generalgouvernement gehörte. In den Jahren 1945–1951 gehörte es wieder zur Sowjetunion (siehe Polnisch-Sowjetischer Gebietsaustausch). Die Einwohner wurden nach der Umgebung von Lwiw umgesiedelt. Die Siedlung blieb unbewohnt und die Gebäude wurden abgerissen. Die moderne Bebauung liegt über 1 Kilometer nördlich.
Von 1975 bis 1998 gehörte Smolnik zur Woiwodschaft Krosno.

## Sehenswürdigkeiten
- Ehemalige griechisch-katholische Kirche (Cerkiew św. Michała Archanioła), erbaut 1791, seit 1973 römisch-katholische Filialkirche, seit 2013 in die Liste des UNESCO-Welterbes aufgenommen, siehe die Holzkirchen der Karpatenregion in Polen und der Ukraine.

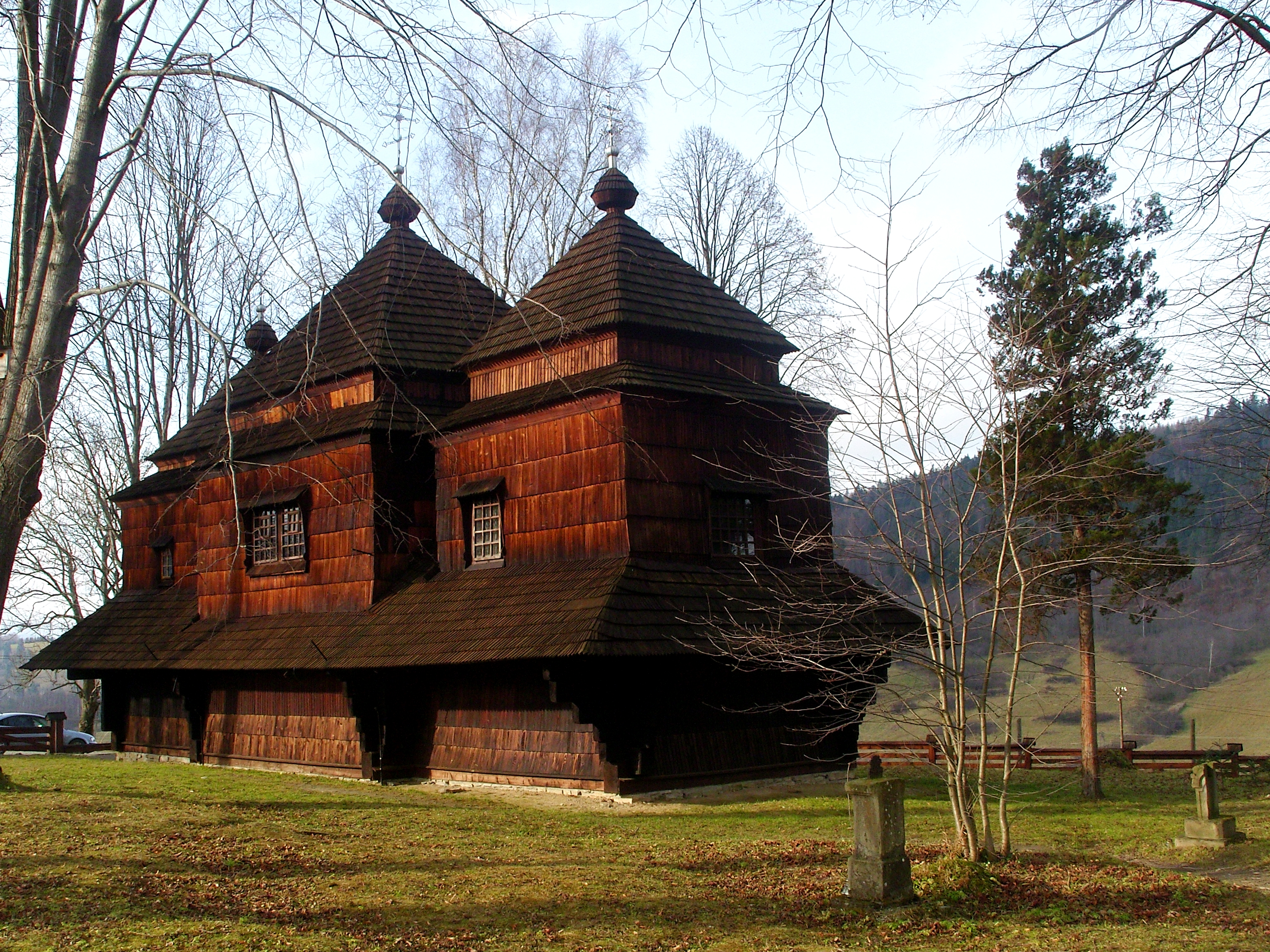
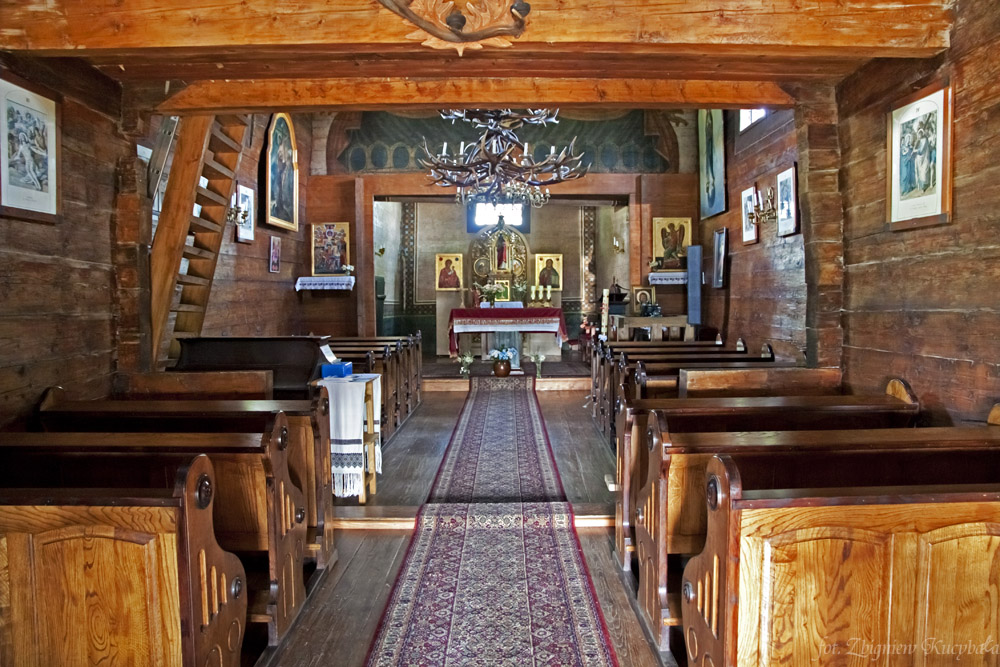